# Иван Манолов (футболист, р. 1930)
Вижте пояснителната страница за други личности с името Иван Манолов.
Иван Манолов – Големия орел е бивш български футболист, дефанзивен полузащитник.
Играл е за Спартак (Пловдив) (1950 – 1960) и Локомотив (Пловдив) (1960 – 1966). Има 298 мача и 21 гола в А група (181 мача с 12 гола за Спартак и 117 мача с 9 гола за Локомотив Пд). За отбора на Локомотив (Пловдив) изиграва 146 мача и бележи 12 гола (117 мача и 9 гола в А група и 29 мача и 3 гола в Б група). С отбора на Спартак е шампион на България през 1963, вицешампион през 1962 и носител на Купата на Съветската армия през 1958 г. Има 4 мача за А националния отбор. За Локомотив (Пловдив) има 14 мача и 2 гола в турнира за купата на УЕФА. Бивш помощник (1971 – 1976) и старши треньор на Локомотив (Пд) (1971 – 1976, вицешампион през 1973 и бронзов медалист през 1969 и 1974 г.). Работи още в Ботев (Пд) (1977 – 1979). Починал 2007 г.